# Annali del Museo Imperiale di Fisica e Storia Naturale di Firenze
Annali del Museo Imperiale di Fisica e Storia Naturale di Firenze (abreviado Ann. Mus. Imp. Fis. Firenze) fue una revista con ilustraciones y descripciones botánicas que fue editada en Florencia. Se publicaron 3 números desde el año 1808 hasta 1810, con un número de una nueva serie en el año 1865.